# 存在と時間
『存在と時間』（そんざいとじかん、"Sein und Zeit"、1927年）は、ドイツの哲学者マルティン・ハイデッガーの主著。
この書の目標は巻頭言で次のように記されている。《「存在」の意味に対する問いを具体的に仕上げることが、以下本書の論述の意図にほかならない。あらゆる存在了解内容一般を可能にする地平として時間を学的に解釈することが、以下の論述のさしあたっての目標なのである。》
解釈学と現象学の方法によって「何かが存在するとはどういうことか」というアリストテレス『形而上学』以来の問題に新たに挑んだ著作であるが、実際に出版された部分は序論に記された執筆計画全体のなかでは約3分の1のところまでである。『存在と時間』は実存主義や構造主義、ポスト構造主義など二十世紀の哲学思想にきわめて広範な影響を与えた。

## 成立過程
エトムント・フッサールによって創刊された『哲学および現象学研究のための年報』の第8巻（1927年）において発表された。ハイデッガーはすでに師フッサールと見解の相違を見せはじめていたものの、『存在と時間』の献辞は「尊敬と友情の念をこめて」フッサールに捧げられた（ナチス政権下の1942年に刊行された第5版では削除されていた）。
序論第2章8節「論証の構図」で明らかにされる『存在と時間』の全体的構成の概要はおおむね以下の通りである。
- 第1部　現存在の解釈と時間の解明
  - 第1編　現存在の基礎分析
  - 第2編　現存在と時間性
  - 第3編　時間と存在
- 第2部　存在論の歴史の現象学的解体
  - 第1編　カントの時間論について
  - 第2編　デカルトの「我あり」と「思う」について
  - 第3編　アリストテレスの時間論について

このうち、実際に書かれたのは第1部第2編までである。そこまでで論じられているのは、現存在と時間性についてである。序論以降ハイデッガーが何度も言明している「存在一般についての問い」に関する考察が書かれるべき〈本論〉は第1部第3編「時間と存在」という、書名自体にも似た標題をもつ章であると考えられるが、そこでハイデッガーが何を書くつもりであったのか、なぜそこへ至る前に中断されてしまったのかは長いあいだ謎とされてきた。

### ナトルプ報告
ハイデッガー自身の証言などから、1923年には『存在と時間』の草稿が書かれていたことが知られていたが、その所在は長らく不明だった。同年にハイデッガーはフライブルク大学の非常勤講師からマールブルク大学への異動が決まっており、そのさいに現在執筆中の著書の概要をまとめたものを審査論文として提示するよう要求され、『アリストテレスの現象学的解釈──解釈学的状況の提示』と題した論考をパウル・ナトルプへ提出していた（通称「ナトルプ報告」）。この論考が『存在と時間』の初期草稿に当たるのではないかと推測する向きと、「アリストテレスの現象学的解釈」と『存在と時間』がいかなる関係をもつのか疑問視する向きとがあったが、この「ナトルプ報告」も行方不明となっていたため結論は出なかった。
しかし1989年、マールブルク大学と同時期にやはりハイデッガーを招聘しようとしていたゲッティンゲン大学のゲオルク・ミッシュに提出した同内容の論考が発見され、その内容から「ナトルプ報告」が『存在と時間』の初期草稿であるとする推測の正しかったことが証明された。そこで明らかにされている本論はアリストテレスの読解を通した古代ギリシアから中世を経て近代に至る存在論、ひいては西洋哲学全体の読み直しであり、問題の第1部第3編「時間と存在」はこの歴史的考察の基盤となるものであること、また序論はその準備段階にすぎないものであること、したがって実際に刊行された『存在と時間』は長大に膨れ上がった序論が本論へたどりつく前に中断されたものであることなどが明らかになった。

### 未完に終わる
1927年の初版以来『存在と時間』の冒頭には「上巻」の文字があったが、ハイデッガーは1953年の第7版からこれを削除、後半部を著述完成させることを断念する意思を明らかにした。ハイデッガーは、弁明として後半を書き加えるには、公刊した前半もすべて書き直さなければならなくなってしまうこと、存在への問いそのものまで諦めたわけではないこと、それらに関しては同じ1953年に刊行した『形而上学入門』を参照してもらったほうがよいということなどを挙げている。
こうして未完成のまま残された『存在と時間』は、現存在についての緊密な分析と解釈をなし遂げてはいるが、その全体的な計画に関する宣言には反して「存在一般の意味」を解明するまでには至らなかった。一連の野心的な企図は以降の著作にて、異なる方法によりながら執拗に追求されることとなる。

## 構成
- 献辞
- 序に代えて
- 巻頭言
- 序論　存在への意味の問いの概要的提示
  - 第1章　存在の問いの必然性・構造・その優位
    - 第1節　存在の問い（を明示的に反復すること）の必然性
    - 第2節　存在の問いの形式的構造
    - 第3節　存在の問いの存在論的優位
    - 第4節　存在の問いの存在的優位　

  - 第2章　存在の問いを仕上げる際の二重の課題 探求の方法とその概略
    - 第5節　存在一般の意味を解釈するための地平を発掘することとしての、現存在の存在論的分析論
    - 第6節　存在論の歴史の解体という課題
    - 第7節　探求の現象学的方法
      - A　現象という概念
      - B　ロゴスという概念
      - C　現象学の予備的概念

    - 第8節　論証の構図

- 第1部　(時間性へと向けた)現存在の解釈と、(存在への問いの超越論的地平としての)時間の解明
  - 第1編　現存在の（予備的な）基礎(的)分析
    - 第1章　現存在の予備的分析の課題の提示
      - 第9節　現存在の分析論の主題
      - 第10節　人間学、心理学および生物学に対して、現存在の分析論を境界づけること
      - 第11節　実在論的分析論と未開の現存在の解釈「自然的世界概念」を獲得することの難しさ

    - 第2章　現存在の根本体制としての「世界内存在」一般
      - 第12節　内存在そのものに方向付けることに基づいて、「世界内存在」をあらかじめ素描すること
      - 第13節　ある基底づけられた様態による、内存在の範例化　世界認識

    - 第3章　世界の世界性
      - 第14節　世界一般の世界性の理念
A　周囲世界性と世界性一般との分析
      - 第15節　周囲世界の内で出会われる存在者の存在
      - 第16節　世界内部的な存在者に即して自分を告げる、周囲世界の世界適合性
      - 第17節　指示としるし
      - 第18節　適所性と有意義性――世界の世界性
B　デカルトにおける世界の解釈に対して、世界性の分析を際立たせること
      - 第19節　res extensaとしての「世界」の規定
      - 第20節　「世界」の存在論的規定の基礎
      - 第21節　「世界」をめぐるデカルトの存在論についての解釈学的討議
C　周囲世界が〈周囲であること〉と，現存在の空間性
      - 第22節　世界内部的に手元にあるものの空間性
      - 第23節　世界内存在の空間性
      - 第24節　現存在の空間性と空間

    - 第4章　共同存在ならびに自己存在としての世界内存在「ひと」
      - 第25節　現存在が〈だれ〉であるかへの、実在論的な問いの着手点
      - 第26節　他者たちの共同現存在と日常的な共同存在
      - 第27節　日常的な自己存在と〈ひと〉

    - 第5章　内存在そのもの
      - 第28節　内存在の主題的分析の課題
A　〈現〉の実存論的分析の課題
      - 第29節　情態性としての現－存在
      - 第30節　情態性の一様態としての恐れ
      - 第31節　理解としての現－存在
      - 第32節　理解と解釈
      - 第33節　解釈の派生的様態としての言明
      - 第34節　現－存在と語り ことば
B　〈現〉の日常的存在と、現存在の頽落
      - 第35節　空談
      - 第36節　好奇心
      - 第37節　あいまいさ
      - 第38節　頽落と被投性

    - 第6章　現存在の存在としての関心（気づかい）
      - 第39節　現存在の構造全体の根源的な全体性への問い
      - 第40節　現存在の際立った開示性である、不安という根本的な情態性
      - 第41節　関心（気づかい）としての現存在の存在
      - 第42節　現存在の前存在論的自己解釈に基づいて、関心（気づかい）としての現存在の実存論的解釈を確証すること
      - 第43節　現存在、世界性および実在性
        - a　「外界」の存在と証明可能性の問題としての実存性
        - b　存在論的問題としての実在性
        - c　実在性と関心（気づかい）

      - 第44節　現存在、開示性および真理性
        - a　伝統的な真理概念とその存在論的基礎
        - b　真理の根源的現象、ならびに伝統的真理概念が派生的なものであること
        - c　真理が存在する仕方と、真理の前提

  - 第2編　現存在と時間性
    -       - 第45節　現存在の予備的な基礎的分析の成果と、この存在者の根源的な実在論的解釈の課題

    - 第1章　現存在の可能な全体的存在と、死へと臨む存在
      - 第46節　現存在に適合的な全体的な存在を存在論的に把握し、規定することの見かけ上の不可能性
      - 第47節　他者たちの死の経験可能性と、全体的な現存在の把握可能性
      - 第48節　未済、おわり、および全体性
      - 第49節　死の実存論的分析を、当の現象について他に可能な解釈に対して境界づけること
      - 第50節　死の実存論的－存在論的構造を、あらかじめ素描すること
      - 第51節　死へと臨む存在と、現存在の日常性
      - 第52章　終わりへと臨む日常的な存在と、死の完全な実存論的概念
      - 第53節　死へと臨む本来的な存在の実存論的投企

    - 第2章　本来的な存在可能の現存在による証しと、覚悟性（決意性）
      - 第54節　本来的な実存的可能性の証しという問題
      - 第55節　良心の実在論的－存在論的な諸基礎
      - 第56節　良心の呼び声の性格
      - 第57節　関心（気づかい）の呼び声としての良心
      - 第58節　呼びかけの理解と負い目
      - 第59節　良心の実存的解釈と通俗的な良心解釈
      - 第60節　良心にあって証しを与えられた本来的な存在可能の実存論的構造

    - 第3章　現存在の本来的な全体的存在可能と、関心（気づかい）の存在論的意味としての時間性
      - 第61節　現存在の本来的な全体的存在の画定から、時間性の現象的な発掘へと到る方法的な歩みをあらかじめ素描すること
      - 第62節　先駆的覚悟性（決意性）としての、現存在の実存的に本来的な全体的存在可能
      - 第63節　関心（気づかい）の存在論的意味を解釈するために獲得された解釈学的状況と、実存論的分析論一般の方法的な性格
      - 第64節　関心（気づかい）と自己性
      - 第65節　関心（気づかい）の存在論的的意味としての時間性
      - 第66節　現存在の時間性、ならびにその時間性から発現する、実存論的分析のより根源的な反復という課題

    - 第4章　時間性と日常性
      - 第67節　現存在の実存論的体制の根本的成り立ちと，その体制の時間的解釈の素描
      - 第68節　開示性一般の時間性
        - a　理解の時間性
        - b　情態性の時間性
        - c　頽落の時間性
        - d　語りの時間性

      - 第69節　世界内存在の時間性と、世界の超越の問題
        - a　目くばりによる配慮的な関心（気づかい）の時間性
        - b　目くばりによる配慮的な関心（気づかい）が、世界内部的に目の前にあるものを理論的に覆いをとって発見することへと変容することの時間的意味
        - c　世界の超越をめぐる時間的問題

      - 第70節　現存在に適合的な空間性に属する時間性
      - 第71節　現存在の日常性の時間的意味

    - 第5章　時間性と歴史性
      - 第72節　歴史の問題の実存論的－存在論的提示
      - 第73節　歴史の通俗的了解と現存在の生起
      - 第74節　歴史性の根本体制
      - 第75節　現存在の歴史性と世界－歴史
      - 第76節　現存在の歴史性に基づく歴史学の実存論的根源
      - 第77節　歴史性の問題のこれまでの提示と、W．ディルタイの研究ならびにヨルク伯の理念との連関

    - 第6章　時間性、ならびに通俗的時間概念の根源としての時間内部性（内時性）
      - 第78節　現存在のこれまでの時間的分析が不完全であること
      - 第79節　現存在の時間性と、時間についての配慮的な関心（気づかい）
      - 第80節　配慮的に関心された（気づかわれた）時間と、時間内部性（内時性）
      - 第81節　時間内部性（内時性）と、通俗的時間概念の発生
      - 第82節　ヘーゲルによる時間と精神との関係の把握に対して、時間性、現存在ならびに世界時間の実存論的－存在論的連関を際立たせること
        - a　ヘーゲルの時間概念
        - b　ヘーゲルによる時間と精神との連関の解釈

      - 第83節　現存在の実在論的－時間分析論と、存在一般の意味への基礎存在論的問い

## 内容

### 存在の意味の問い
本書巻頭言はプラトンの対話篇『ソピステス』の引用から始まる。
「『ある』という言葉でもってわれわれが一体なにを思い描いているのか、という問いの答えを、今日われわれは持っているだろうか？　われわれはいままでその答えを持っていると思い込んでいたのに、いまではまったく心もとなくなっている。」
ハイデッガーは序論第1章第1節において、「存在の問い」（Die Frage nach dem Sein）の必然性を明らかにする。本書で彼が取り上げるのは、存在の意味についての問い―ある（Sein）とはどういうことなのか？―である。
彼によれば、古代ギリシアに問われたこの問いに対する解答はいまだないだけでなく、実は明確な形で設定すらされていないのであり、むしろ忘却されている。したがって、この問いに対する解答を求める前に、まずこの問いを明確な形で設定する必要がある。そこで、彼はまず「問う」こと自体の形式的な構造を明らかにすることを出発点とする。ハイデッガーによれば、「問う」ということには次のような三つ要素からなる。
1. 問われているもの（Gefragtes）
2. 問いかけるところ（Befragtes）
3. 問いによって求められたもの（Erfragtes）

これは存在の問いでいえば、
1. 問われているもの＝存在
2. 問いかけるところ＝存在者
3. 問いによって求められたもの＝存在の意味

となる。
つねにすでに事実として漠然とした「存在了解」をわれわれはもっているのであるが、それには伝統的な学説や見解がさまざまに浸透しており、その了解内容の源泉が何であったのかすら不明になっている。さしあたりこの漠然とした存在了解の意味を明らかにするためには、あまたの存在者の中から、問うということ自体を自己の存在の可能性として備えているところの存在者、つまり、われわれ人間自身の構造が問われなければならない。ハイデッガーは、このような問題設定における人間を現存在（Da-sein）と呼んだ（序論第1章第2節）。
彼は続いて、自然科学のように存在者が存在することは前提にしてしまった上でその性質や他の存在者との関係などを問う存在的なあり方（ontischen、オンテッシュ）と、存在者が存在することそのものを問う存在論的なあり方（ontologisch、オントロギッシュ）を区別する。現存在は、他のあらゆる存在者に対し、存在論的な優位があるとハイデッガーは述べる。したがって、現存在の分析論は、すべての存在者の意味に関する存在論の基礎を与え、他の学問の基礎付けとなる「基礎的存在論」（Fundamentalontologie）でなければならないのと同時に、個人の実存的体験を基礎とする「実存論的分析」（existentiale Analytik）でなければならないのである（序論第1章3節）。また、彼は、実存論的分析論は、実存的、言い換えるならば存在的な根を有しているという。したがって、現存在は、他のあらゆる存在者に対し、存在的な優位もあることになる（序論第1章4節）。
現存在とは、存在の問いに解答を与えるためにまず問いかけられる対象でもあるが、何より、それ自身がこの問いにおいて問われるものへ向かって、つねにすでに関わり合っているところの存在者である、とハイデッガーは主張する。したがって、現存在は、その存在構成として前＝存在論的存在というものが備わっている。言い換えるならば、現存在は、自ら存在しながら、存在ということを「了解」している、という様相で存在している。そこからハイデッガーは現存在が存在を暗黙裏にでも了解していることの基礎になるものは「時間」であると主張し、この現存在の存在としての「時間性」を解明することによって、存在了解の彼方にある究極的な時間を根源的に解明することができるとした。彼によれば、この究極的な時間性の現象の中にあらゆる存在論の中心的な問題の根源と、そのことの経緯があるのである（序論第1章第5節）。

### 存在論の歴史の解体
存在者としての存在（「在るもの」として「在ること」）についての研究としての「存在論」（Die Ontologie）は歴史的には、アリストテレスによって定義されたのであるが（『形而上学』）、ハイデッガーによれば、古代ギリシアに始まる「存在論」は、中世のスコラ哲学によって発展し、主に近世のフランシスコ・スアレスの影響の下、デカルト、カントを経てヘーゲルの論理学に息づいている。ハイデッガーは、漠然とした「存在了解」の源泉をたどり、現在に至る哲学的伝統の歴史の「解体」（Destruktion）を企てた（序論第2章第6節）。

### 方法論としての現象学
存在論の歴史を解体するという課題に関してハイデッガーがとったのは、現象学的な方法である（序論第2章第7節）。本節で彼は現象とロゴスの概念のギリシア語の原義に遡って考察を進め、現象概念には、通俗的な《現象》概念とは区別される現象学的な「現象」概念がある。現象学的な「現象」概念は、おのれを示すものそれ自身が自ら現れ出でるという意味と、おのれを示すものがそれ自身ではなくかりそめのものとして現れる「仮象」という意味の、二重の意味があるとする。そして、現象学を己を示すものをそれ自身が自ら現れ出でるようにさせること、つまり、「事象そのものへ」至るための方法論であって、存在一般を把握することは現象学によってのみ可能であると主張する。
また、「現象」がかりそめのものとして現れることにも重要な意味がある。存在の意味は日常的には、隠蔽されている。それが故意であるか、偶然であるかを問わず、存在は隠蔽された「本来的」（eigentlich）でない在り方を示すことがある。それが古代ギリシアの発せられた存在の問いが忘却されたゆえんでもある。存在の意味を現象学的に記述するという方法の意味は、「解意」するということであり、したがって、現存在の現象学は解釈学でもある。彼によれば、哲学は、普遍的な現象学的な存在論であり、解釈学なのである。これが、『存在と時間』におけるハイデッガーの手法がしばしば解釈学的現象学と呼ばれるゆえんである。

### 現存在の基礎分析
ハイデッガーは、現存在の本質は「実存」（Existenz）にあり、また、各自が人称をもって区別されるという各自性を有しており、決して客体的存在者の類としてとらえることはできないという。そこから彼は存在者としての現存在の在り方について、本来的なものと非本来的なものの二重の意味があるとする。彼によれば、このような本質を有するがゆえに、存在者としての人間は、いつも可能性として自分を選び取って本来的な自分を獲得し、あるいはみかけだけの自分を得て非本来的な在り方として自分を失うということもあり得るのである。そこで、われわれは、存在者について存在論的に解釈するためには、実存の実存性を出発点としなければならないのである。また、彼は、哲学的に「人間とは何であるか」という問いを解明するためには、それに必要な「ア・プリオリ」な原理を明らかにしておかなければならないと主張する（第1篇第1章9節）。

#### 世界＝内＝存在としての現存在
ハイデッガーは、現存在に関するいかなる分析も、既に、いつも「われわれは世界の中にいる」という「事象そのもの」から始めなければならないと主張した。彼によれば、現存在の存在規定は、「世界＝内＝存在」（In-der-Welt-sein）という統一的な存在構成を基礎に、「アプリオリ」に見届けられ、かつ、了解されなければならないのである。彼は、「世界＝内＝存在」の構造契機の多重性に着目し、これを「世界の世界性」、「共同存在」、「世界内存在」の三つに構造に分け、分析を始める（第1篇第2章第12節）

##### 世界の世界性
「われわれは『世界の中に』いる」という「現象」において、この世界とは一体何なのか？世界とは、存在的には、その中で現存在が生きているものであり、また、存在論的には、現存在そのものの性格である。世界とは多義的な言葉であるが、存在論的＝実存論的概念として用いるときは世界性、その中の個別の存在者は世界内存在者と呼ぶ。このような観点においては、現存在は、存在者を「自然」として発見できるのは、その特定の態様においてにしかすぎない。そこで、彼は、最も身近な環境世界を出発点として世界性一般の理念に至るという論証を選択する。環境世界とは、空間とも密接に関連しているが、第1義的には「身の周り」ということが構成な意味を持っている概念である（第1篇3章14節）。
現存在が日常的に身の周りでであう世界内存在者は、理論的な世界認識の対象として存在しているものではなく、ものを操作し、使用する配慮であって、使用中、制作中のものである（第1篇3章15節）。

##### 共同存在と「ひと」
「『われわれ』は世界の中に『いる』」という「現象」において、「いる、われわれ」とは一体何者であるか？
客体的存在と用具的存在に加えて、現存在の第三の様態として「共同存在」（mitsein）があり、これが現存在の本質となる。他者とは、孤立して存在する単一の主体「私」を除いたすべての人びとのことではなく、たいていの場合はひとが自分自身とは区別していない（ともにある）人びとのことである。例えば、「私」が作物を踏み潰したり土を踏み固めてしまわないよう注意しながら畑の周りを歩くとき、この畑は「私」にとって道具的なものであるが、同時に「誰か」の所有地として、あるいは「誰か」に手入れされている（他の「誰か」にとっても道具的である）ものとしても現れる。この「誰か」たる農夫は、「私」が思考のうちでその畑に付け加えたものではない。なぜなら、畑が耕され手入れされているという事実を通してすでに農夫は自らを現しているからである。このようにしてわれわれは世界内において他者と出会うのであり、またこうして現存在が他者と出会いともにある存在の仕方が「共同存在」であるとハイデッガーは述べる。
「共同存在」には好ましからぬ側面もあり、ハイデッガーは「世間（ひと、世人）」という語を用いてそれに言及する。つまりニュースやゴシップでしばしば見られるように、「世間では～といわれている」というとき、一般化して断定したり、一切のコンテクストを無視してそれをやり過ごそうとしたりする傾向があるということである。何が信頼に値し、何が信頼に値しないのかという実存的概念が「世間」という考えに依拠して求められるのである。たんに群集のあとを追って他の人々に習うだけでは何の妥当性も保証されないし、社会的・歴史的状況から完全にかけ離れたことが妥当なことだとみなすことなどできないにもかかわらず、「世間」がその平均性のみを妥当なものとして指示するのである（第1部第4章第26 - 27節）。

##### 内存在そのもの
「われわれは世界の中にいる」という「現象」において、「中にある」ということは一体どういうことなのか？
ハイデッガーによれば、一般に中にあるとは、例えば、コップの中に水があるという場合、コップという「空間」の中という「位置」に水があると理解されるが、内存在における中とは、一義的にはそのような空間的関係を示すものではなく、世界「となじんでいる」という現存在の存在を表現するための形式的な実存論的表現であり、それは現存在が世界＝内＝存在という本質的構成を持っていることに由来する。
それは、二つの客体的存在者が中間において会同するという誤った存在論的な見積もりを予防するために明らかにされなければならないもので、彼によれば、現存在は各自「現」に存在している。「現」とは、「ここ」、「あそこ」という「ありか」を定める現存在の空間性であるが、「ここ」や「あそこ」が可能であるのは、「現に」あるからであり、そのような意味で「現」は、現存在が本質的に閉じていないこと、言い換えるならば、可能性を本質とする「開示態」であることの表現である。したがって、内存在そのものを解明するにあたっては、開示態の構成が原義的にどのように性格付けられるかを明らかにしなければならない（第1篇5章28節）。
現存在は「心境 －了解 – 話し」によって、身の廻りの世界の何であるかを開示し、自分の新たな可能性をめがけつつ存在している。

#### 関心（気遣い）
ハイデッガーは、以上のような実存論的分析を経て得られた世界＝内＝存在の各構造全体を統一する全体性が「関心（気遣い、ゾルゲ）」（Sorge）であると主張するが、ここでいう「関心」は、存在の問いを開発するという目的の準備にすぎない以上、存在論的にも意味付けられたものでなければならない。彼が実存論的に分析したところによれば、現存在は、平均的的日常性においては、「頽落」（Verfallen）しつつ、開示され、非投企的でありつつ、投企的に「了解」（Verstehen）し、世界の中での、存在者とほかの世人との共同存在とにおいて、己の存在可能性に関わりをもたらされているものである、として規定されている。他方で、現存在ならざる世界内存在者は、「用具性」（Zuhandenheit）と客体性によってその存在様式が規定されている。そのため、更に論証を進めるためには、関心と用具性および客体性の存在論的な連関を明らかにしておく必要がある。
特に、世界内存在者の客体性は実在性という過剰な意味を持たされてきた哲学史的な歴史を有することから、実在性とは何を意味するかという問いについて慎重に論証する必要がある。この点については、実在論と観念論が対立し、カントは『純粋理性批判』の序文で、外的世界の存在に関する完全な証明がいまだなされていないことを「哲学のスキャンダル」だと嘆き、自分の著書がそれを与えるのだと自負したが、物自体と意識とが相まって現象を形成するということは、世界内存在の現象とは存在的にも存在論的にも異なっている。この問いは、現存在の実存論的分析論のうちに、存在論的問題として解決が求められなければならない。実在性は世界の中に客体的に存在する存在者の存在であるから、この問いは内世界的存在者の内世界性という現象として存在論的に理解される。デカルトは、「我思う、ゆえに我あり」と述べたのであるが、これを現存在の実存論的分析論の出発点として用いるならば、それは「われ世界内にあり」という意味である。実在性は世界内存在者の存在の諸態様の中で優位にあるわけではなく、関心の現象に位置づけられるべきものである（第1部第6章第43節）。

### 現存在と時間性
ハイデッガーは、今までの分析の結果、現存在の存在は実存論的にも存在論的にも「関心」であることが明らかになったとするが、それは未だ平均的日常性において分析したのにすぎないという限定があることから、「根源性」の承認を得ていないとする。そこで、彼はこの根源的承認を得た全体としての現存在の分析に着手する。彼によれば、平均的日常性における現存在は、誕生から死に至るまでの時間の中で生きるという限定があり、したがって、全き現存在の存在構造を了解するためには、平均的日常性における現存在を先持として、死、歴史、時間との存在論的連関を解明しなければならない。

#### 死と覚悟
ハイデッガーは、現象学的本質直観によって「死」を実存論的に分析する。彼によれば、死は、交換不可能であり、しかもいつかは必ず訪れる確実なものであり、またいつ襲ってくるかも人は知り得ないという意味で無規定なものであると同時に、いったん死を意識し、切迫すると他人との交渉を厭うようになり、現に生きている人間には追い越せないような人間存在の最後の可能性である。
もっとも、現存在は、日常的平均的には、「ひと」に頽落し、死を隠蔽して、死への不安を疎外しているが、決意性は先駆的な可能性としての死への存在としてはじめて、責任存在でありうることを「根源的」に了解する。彼は、この先駆的決意性によって現れた時間性こそ「根源的な時間性」であると主張する。

#### 歴史
現存在は脱自的統一として時熟する。その本来的実存の企投は、現存在の生の連関を、現存在の誕生と死との間の伸長を、いかにとらえるかという問いに向かわせる。現存在の体制の全体性は「経歴」としてあり、経歴を経歴たらしめるのは「歴史性」である。ここで言う歴史性とは史実（世界＝歴史）ではなく、現存在が自己の最も自己的であることを選びとる先駆的覚悟性の由来である。現存在は既在的かつ到来的に等根源的に「瞬視」する。これは、自己の既在的存在から被投的に自己に伝承された遺産を、自己の最も自己的なる本来性として引き受けることである。それは、伝来された実存可能性を「反復」することであり、現に存在した現存在の諸々の可能性の内に帰り行くことである。反復は、現にすでに存在した実存の可能性に応答する。その場合、今日なお「過去性」として影響を及ぼしているものは破棄される。歴史はその本質的な重さを実存の本来的経歴の内に持っている。その個々の宿命が共に相互に先駆的に覚悟すること、その伝達と闘争の内で共同体の命運は初めて威力を解き放つ。

#### 時間
ハイデッガーは、第1篇第2部6章において、時間について考察している。彼によれば、時間というものはアリストテレス以来まったく同じように解釈されてきた。つまり「過去・現在・未来」という三つの時間が均質的に、しかも無限に続いて存在するというものである。
しかし、ハイデッガーは、根源的な時間とはそれ自体で存在するものではなく、現在から過去や未来を開示して時間というものを生み出す（みずからを生起させる）働きのようなものだと主張する。また現在もそれ自体で生起するのではなく、「死へ臨む存在」（Sein-zum-Tode）としてのわれわれが行動する（あるいはしない）ときに立ち現れるものである。したがってアリストテレスの均質的な「過去・現在・未来」という時間はこの根源的時間からの派生物にすぎないとして、これらの派生現象を可能にする根源的な「時間性」（Zeitlichkeit、Temporalitätとも）の概念を提示した。

## 評価
ハイデッガーは、西洋哲学史上で、理論的な認識がなぜ存在にとって最も本質的な関係をもつものであるとみなされるようになったのかを、解明しようとした。その試みは哲学的伝統の解体（Destruktion）という形式によってなされた。これは、存在論の歴史において一般的な理論的態度へ埋没している従来の哲学に則りながら、存在についての根源的な経験を暴くという解釈学的戦略である。こうした「解体」は、「破壊」のような否定的な意味にばかりではなく、「改築」のような肯定的な意味にも解釈する必要がある。『存在と時間』においては、デカルト哲学の解体が（本格的に展開されるはずであった後半は書かれなかったものの）いくぶん見ることができる。ジャック・デリダの脱構築はハイデッガーの方法とは違いがあるにせよ、この方法からきわめて大きな影響を受けている。
また、後の著作においては、アリストテレスやカント、ヘーゲル、プラトンなどの哲学を解釈するのにこの手法を用いた。
『存在と時間』は前期ハイデッガーの最も偉大な業績とされているが、他にも以下のような重要な著作が同じ時期に書かれている。
- 『現象学の根本問題』（Die Grundprobleme der Phänomenologie、1927年）
- 『カントと形而上学の問題』（Kant und das Problem der Metaphysik、1929年）
- 『形而上学とは何か』（"Was ist Metaphysik?"、1929年）

その後『存在と時間』は実存主義や構造主義、ポスト構造主義などの現代思想に広く影響を与えた。

## 訳書一覧
- 寺島実仁（三笠書房 全2巻、1939-1940）
- 桑木務（岩波文庫 全3巻、1960-1963）、ハイデガー門下生
- 松尾啓吉（勁草書房 全2巻、1960-1966、新装版2015）。ISBN 4326100273・ISBN 4326100281
- 細谷貞雄（ちくま学芸文庫 全2巻、1994）、元版は理想社。ISBN 4480081372・ISBN 4480081380
- 原佑・渡邊二郎（中公クラシックス 全3巻、2003）、元版は「世界の名著」中央公論社。ISBN 4121600517 ほか
- 辻村公一、ハルトムート・ブッナー『有と時』 「ハイデッガー全集 第2巻」創文社、1997／東京大学出版会、2021。ISBN 4130180029
- 熊野純彦（岩波文庫 全4巻、新訳版、2013）。ISBN 4003365143 ほか
- 高田珠樹（作品社 全1巻、2013）。ISBN 4861824540
- 中山元（光文社古典新訳文庫 全8巻、2015-2020）ISBN　978-4-334-75317-7（第1巻）

### 解説
- 木田元『ハイデガー』岩波書店、1983／岩波現代文庫、2001。ISBN 4006000677
- 木田元『ハイデガーの思想』岩波新書、1993。ISBN 4004302684
- 木田元編著『ハイデガー 『存在と時間』の構築』岩波現代文庫、2000。ISBN 400600009X
- 細川亮一『ハイデガー入門』ちくま新書、2001。ISBN 448005877X
- 渡邊二郎編著『ハイデガー「存在と時間」入門』講談社学術文庫、2011。ISBN 4062920808
- 高田珠樹『ハイデガー　存在の歴史』講談社学術文庫、2014。ISBN 406-2922614
- 仲正昌樹『ハイデガー哲学入門：『存在と時間』を読む』講談社現代新書、2015。ISBN　978-4-06-288341-2
- 竹田青嗣『ハイデガー入門』講談社学術文庫、2017。ISBN 406-2924242
- 轟孝夫『ハイデガー『存在と時間』入門』講談社現代新書、2017。ISBN　978-4-06-288437-2
- 轟孝夫『ハイデガーの哲学：『存在と時間』から後期の思索まで』講談社現代新書、2023。ISBN　978-4-06-532130-0
- 池田喬『ハイデガー『存在と時間』を解き明かす』NHKブックス、2021。ISBN　978-4-14-091270-6
- 高井ゆと里『〈極限の思想〉ハイデガー：世界内存在を生きる』講談社〈選書メチエ le livre〉、2022。ISBN 978-4-06-526940-4

著作注解
- マイケル・ゲルヴェン『ハイデッカー『存在と時間』註解』長谷川西涯訳、ちくま学芸文庫、2000。ISBN　978-4-480-08580-1
- スティーヴン・レヴィン編、サイモン・クリッチリー、ライナー・シュールマン共著『ハイデガー『存在と時間』を読む』串田純一訳、法政大学出版局〈叢書・ウニベルシタス〉、2017。ISBN　978-4-588-01059-0
- 須藤訓任『『存在と時間』第2篇評釈：本来性と時間性』岩波書店、2020。ISBN　978-4-00-023743-7